# La pazza eredità
La pazza eredità (The Smallest Show on Earth) è un film britannico del 1957 diretto da Basil Dearden.